# 天津增卅二
天鵝座57，又名BD+43 3755，HD 199081、SAO 50180、HR 8001，是天鵝座的一颗恒星，视星等为4.78，位于銀經84.9，銀緯-0.19，其B1900.0坐标为赤經20h 49m 42.5s，赤緯+44° -0.19′ 31″。